# Kościół Prawosławny Ukrainy

Herb Kościoła Prawosławnego Ukrainy

Kościół Prawosławny Ukrainy (ukr. Православна церква України, Prawosławna cerkwa Ukrajiny), w literaturze także Kościół Prawosławny na Ukrainie, zarejestrowany oficjalnie jako Metropolia Kijowska Ukraińskiego Kościoła Prawosławnego (Kościoła Prawosławnego Ukrainy); ukr. Київська митрополія Української православної церкви (Православної церкви України) – utworzona 15 grudnia 2018 autokefaliczna Cerkiew prawosławna obejmująca swoją jurysdykcją terytorium Ukrainy. Największa pod względem liczby wiernych wspólnota religijna Ukrainy. Jest metropolią, która do 6 stycznia 2019 znajdowała się w jurysdykcji kanonicznej Patriarchatu Konstantynopolitańskiego.
Kościół Prawosławny Ukrainy uznawany jest za kanoniczny przez Patriarchat Konstantynopolitański, Patriarchat Aleksandryjski, Cypryjski Kościół Prawosławny oraz Grecki Kościół Prawosławny. W prawosławnych kościołach lokalnych, które utrzymują z nim łączność eucharystyczną, Kościół Prawosławny Ukrainy wymieniany jest na 15. miejscu w dyptychu autokefalicznych Cerkwi prawosławnych.
W dniu 24 maja 2023 r. Rada Biskupów podjęła decyzję o całkowitym przejściu na zrewidowany kalendarz juliański i że przejście to nastąpi 1 września 2023 r. 27 lipca 2023 r. Rada Lokalna ostatecznie zatwierdziła przejście na poprawiony kalendarz nowojuliański.
Od chwili swojego powstania jest członkiem Wszechukraińskiej Rady Kościołów i Organizacji Religijnych.

## Historia

### Uzyskanie autokefalii

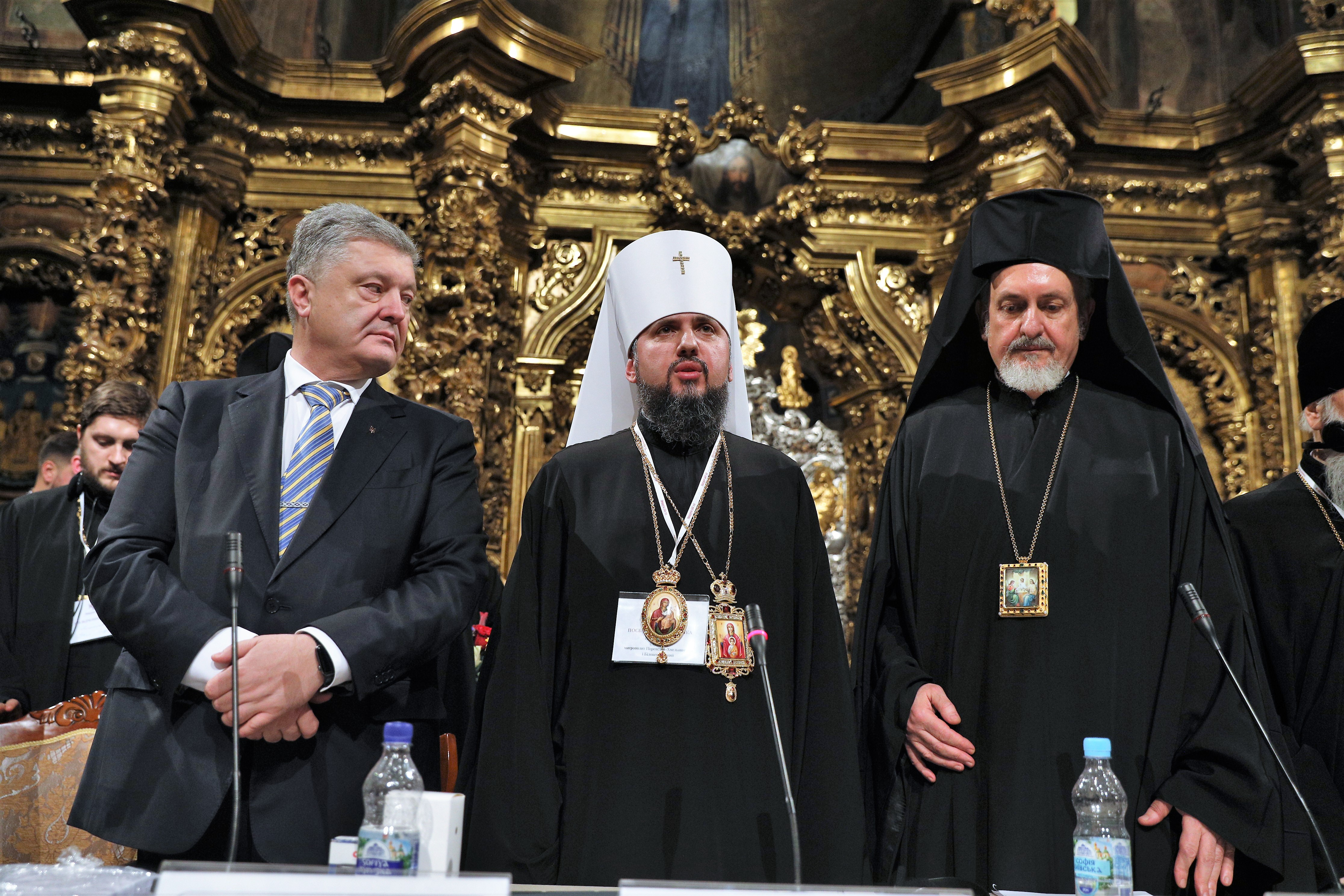
Petro Poroszenko, Epifaniusz oraz Emanuel na soborze zjednoczeniowym

Kościół powstał 15 grudnia 2018 w wyniku soboru zjednoczeniowego, który obradował w soborze Mądrości Bożej w Kijowie, pod przewodnictwem metropolity Galii Emanuela z Patriarchatu Konstantynopolitańskiego, z udziałem prezydenta Ukrainy Petra Poroszenki. Duchowni Ukraińskiego Kościoła Prawosławnego Patriarchatu Kijowskiego, wespół z duchownymi Ukraińskiego Autokefalicznego Kościoła Prawosławnego oraz dwoma biskupami (z ponad 90, w tym ponad 50 urzędujących) Ukraińskiego Kościoła Prawosławnego Patriarchatu Moskiewskiego (działających wbrew woli zwierzchnictwa swojego Kościoła), powołali Kościół Prawosławny Ukrainy. Ukraiński Autokefaliczny Kościół Prawosławny i Ukraiński Kościół Prawosławny Patriarchatu Kijowskiego rozwiązały się. Zwierzchnikiem Kościoła Prawosławnego Ukrainy został wybrany biskup Epifaniusz, dotychczasowy metropolita perejasławsko-chmielnicki i białocerkiewski Ukraińskiego Kościoła Prawosławnego Patriarchatu Kijowskiego. Uzyskał on tytuł metropolity kijowskiego i całej Ukrainy.
Według deklaracji metropolity Epifaniusza Kościół liczył krótko po utworzeniu ok. siedem tysięcy parafii. Wchodząca obecnie w skład Kościoła Prawosławnego Ukrainy Ukraińska Cerkiew Prawosławna Patriarchatu Kijowskiego liczyła w 2015 r. 5167 parafii i 62 klasztory. Według innego źródła, na początku 2018 Ukraiński Kościół Prawosławny Patriarchatu Kijowskiego liczył 5167 parafii i 62 klasztory, natomiast Ukraiński Autokefaliczny Kościół Prawosławny – 1167 parafii i 12 klasztorów.
5 stycznia 2019 r. patriarcha konstantynopolitański Bartłomiej I w soborze św. Jerzego podpisał tomos nadający Cerkwi Ukraińskiej status autokefaliczny. Dokument ten 6 stycznia podczas liturgii w tejże świątyni wręczył metropolicie Epifaniuszowi. 4 lutego 2019 metropolita Epifaniusz został w soborze Mądrości Bożej w Kijowie uroczyście intronizowany jako zwierzchnik Kościoła Prawosławnego Ukrainy i oficjalnie objął swój urząd. Liturgia prowadzona była według rytuału greckiego, a nie rosyjskiego, dotychczas praktykowanego na Ukrainie.
5 lutego 2019 r. odbyło się pierwsze w historii Kościoła posiedzenie Świętego Synodu, a 26 maja tegoż roku miała miejsce pierwsza chirotonia biskupia.
W marcu 2019 r. zwierzchnik Kościoła ocenił, iż w jego jurysdykcji pozostaje ok. 7 tys. parafii, z czego około czterystu byłych placówek duszpasterskich Ukraińskiego Kościoła Prawosławnego Patriarchatu Moskiewskiego. W grudniu 2019 r. Kościół liczył 44 eparchie, ponad 7000 parafii, 77 klasztorów oraz dysponował 10 wyższymi uczelniami teologicznymi. W jurysdykcji Kościoła pełniło w tym czasie posługę ponad 4500 duchownych, w tym 62 biskupów.
W marcu 2022 r., miesiąc po inwazji rosyjskiej na Ukrainę, Kościół poinformował o przyjęciu w swoją jurysdykcję 28 parafii należących do tej pory do Ukraińskiego Kościoła Prawosławnego Patriarchatu Moskiewskiego. Głównym powodem przejść parafii jest poparcie inwazji przez Rosyjski Kościół Prawosławny. Do 17 maja przeszło 836 parafii. Łączne dane za lata 2022-2023, opublikowane w styczniu 2024 r., wskazują na przejście 968 parafii.
Postanowieniem Świętego Synodu, 2 lutego 2023 r. z eparchii kijowskiej wydzielono nową administraturę – eparchię białocerkiewską.

## Kwestia uznania kanoniczności Kościoła Prawosławnego Ukrainy przez Cerkwie lokalne
Rosyjski Kościół Prawosławny, Serbski Kościół Prawosławny, Polski Autokefaliczny Kościół Prawosławny, Patriarchat Antiocheński oraz Kościół Prawosławny w Ameryce oświadczyły, iż nie uznają Kościoła Prawosławnego Ukrainy za Cerkiew kanoniczną. Nadto Rosyjski Kościół Prawosławny w reakcji na przyznanie autokefalii Kościołowi Prawosławnemu Ukrainy jednostronnie zerwał łączność eucharystyczną z Patriarchatem Konstantynopola. 29 grudnia 2020 r. na posiedzeniu Świętego Synodu Rosyjskiego Kościoła Prawosławnego wymieniono Ukrainę jako część terenu kanonicznego Patriarchatu Moskiewskiego. 
Kościół Grecji uznał Kościół Prawosławny Ukrainy za kanoniczny w dniu 12 października 2019 r. 8 listopada tego samego roku decyzję o uznaniu ukraińskiej autokefalii ogłosił także patriarcha Aleksandrii Teodor II.
W dniach 20–21 listopada 2019 r. przedstawiciel Kościoła Prawosławnego Czech i Słowacji, biskup szumperski Izajasz współcelebrował w soborze św. Michała Archanioła o Złotych Kopułach w Kijowie nabożeństwa (w tym jedną liturgię) z metropolitą kijowskim i całej Ukrainy Epifaniuszem oraz innymi hierarchami Kościoła Prawosławnego Ukrainy (działania biskupa Izajasza zostały jednak potępione przez zwierzchnika Cerkwi Czech i Słowacji, metropolitę Rościsława).
27 listopada 2019 r. podczas liturgii celebrowanej w Langadii w Grecji przez hierarchę Bułgarskiego Kościoła Prawosławnego, metropolitę płowdiwskiego Mikołaja, asystujący diakon wspomniał metropolitę Epifaniusza.
Święty Synod Kościoła Cypru uznał Kościół Prawosławny Ukrainy za kanoniczny na posiedzeniu w dniach 23–25 listopada 2020 r.

## Siedziba
Główną świątynią Kościoła jest sobór św. Michała Archanioła o Złotych Kopułach w Kijowie.

## Przechodzenie wspólnot kościelnych z Patriarchatu Moskiewskiego do KPU
Od 15 grudnia 2018 r. do 7 listopada 2022 r. 1153 wspólnoty zakonne i klasztory ogłosiły przejście z Patriarchatu Moskiewskiego do Cerkwi Prawosławnej Ukrainy.

## Media
Oficjalnym organem prasowym Kościoła jest wydawany od sierpnia 2019 r. miesięcznik Moja Cerkwa.